# Happy Town (série de televisão)
Happy Town é uma série de televisão que estreia em 2010, de género suspense. A sua primeira exibição no Brasil foi em 13 de junho de 2010 às 22h no LIV. Em Portugal estreou em 25 de Maio de 2010 no canal de TV por subscrição MOV. Sendo a exibição todas as segundas-feiras às 21:40.

## Enredo
Haplin, uma pequena cidade do estado de Minnesota, tem uma história de crimes. E após sete anos de paz, os crimes voltam a incomodar os habitantes dessa cidade, bem como a lenda do "Homem Mágico" que faz desaparecer misteriosamente alguns dos habitantes da supostamente pacata cidade.